# Torre della Bella Mora
La Torre della Bella Mora è un'antica costruzione che si trova nel territorio comunale di Modugno (BA) in Contrada Misciano, lungo la strada che si dirama dalla strada Misciano, a nord della zona archeologica. È probabilmente di origine medioevale, ma ha subito diversi rimaneggiamenti nel corso del tempo, e la sua storia è circondata dalla leggenda.

## Storia
Il suo nome sarebbe dovuto ad un episodio accaduto nel periodo delle scorribande saracene in terra di Puglia ( IX – X secolo) quando un pastore modugnese che pascolava il proprio gregge sulla spiaggia di Santo Spirito salvò una bambina “mora” vittima di un naufragio. Il pastore ospitò la bambina nella torre dove abitava.
Un'altra storia narra di una paesana modugnese che, innamoratasi di un saraceno e calunniata dai suoi compaesani, si rifugiò in questa torre.
L'opera di narrativa scritta da Nicola Bozzi e intitolata "La Mora e la Motta" riporta un'altra versione di questa leggenda. Una bella ragazza modugnese uccise il comandante bizantino del castello della Motta, il quale l'aveva rapita per passare una notte d'amore con la ragazza.